# Darreh Māhī-ye Pā'īn
Darreh Māhī-ye Pā'īn (persiska: دَرِّه ماهئ پاعين, دَرِّه ماهی سُفلَى, Darreh Māhī-ye Pā‘īn, Darreh Māhī-ye Pā’īn, درّه ماهی پائين) är en ort i Iran.   Den ligger i provinsen Lorestan, i den centrala delen av landet, 300 km sydväst om huvudstaden Teheran. Darreh Māhī-ye Pā'īn ligger 2 019 meter över havet och antalet invånare är 119.
Terrängen runt Darreh Māhī-ye Pā'īn är bergig söderut, men norrut är den kuperad.Runt Darreh Māhī-ye Pā'īn är det glesbefolkat, med 17 invånare per kvadratkilometer. Närmaste större samhälle är Bāgh-e Laţīfān, 6,4 km norr om Darreh Māhī-ye Pā'īn. Trakten runt Darreh Māhī-ye Pā'īn består i huvudsak av gräsmarker.